# Baláže
Baláže jsou obec na Slovensku v okrese Banská Bystrica v Banskobystrickém kraji.

## Poloha
Obec leží na jižních svazích Starohorských vrchů v nadmořské výšce 538 m v Národním parku Nízké Tatry na rozloze 1422 ha. Území má velmi členitý reliéf s vysokými vrchy, dlouhými hřebeny a údolími s hojnými potoky. Mezi nejvyšší vrcholy patří Jelenská skala s 1149 m n. m., Krčahy s 1135 m n. m. a Hrubý vrch s 1169 m n. m. Území tvoří především druhohorní usazeniny a částečně permské krystalické břidlice. Mezi bohatou síť potoků patří Banský potok a potok Marková, které po soutoku v obci tvoří potok Ľupčica.
Z celkové zemědělské půdy připadá pouze 0,7 % na ornou půdu, zbytek tvoří lesní porosty. V nižší poloze jsou zastoupeny habry (Carpinus betulus), buky (Fagus sylvatica) a javory (Acer pseudoplatanus), ve vyšších polohách jsou porosty smrkové. Na jaře (konec dubna) je na stráních hojný výskyt šafránu (Croccus vernus), sasanky hajní (Anemone nemorosa) a prvosenky jarní (Primula veris).
Součástí obce Baláže jsou osady Na Trosky, Do Banskej, Na Barbasovú, Priekopa, Pľac a bývalá obec Kalište.

## Historie
Osídlení obce sahá až do mladší doby bronzové. Což dokazují nálezy v archeologickém nalezišti Hrádok.
První písemná zmínka o obci pochází z roku 1529, kdy je uveden název Huttae Lyptzyczae. Osada vznikla na území obce Priechod u dvou šmelcovacích hutí na zpracování mědi, které u potoka Ľupčica založil banskobystrický těžař Ján Kolman. Měď v obci Baláže byla tavena až do konce 16. století. Do poloviny 17. století zpracovávali odvalový materiál soukromí těžaři a vyrobený kamínek odevzdávali k rafinaci do erární hutě v Moštenici. Hlavní obživou byla práce v hutích a dolech. V lesích pracovali jako dřevorubci, uhlíři nebo povozníci. Po zániku dolů a uhlířství odcházeli do okolních lesů jako dřevorubci nebo do železáren v Podbrezové. Od 18. století také pracovali na místní pile.
V době Slovenského národního povstání sehrála obec významnou úlohu. Byly zde vydávány letáky a časopisy Hlas ľudu a Partizán. Za pomoc partyzánům byla 18. března 1945 vypálena obec Kalište trestným komandem SD a SiPo a 20. března 1945 obec Baláže fašistickými vojáky. Obec byla osvobozena 26. března 1945. Do roku 1947 byla znovu postavena jako Stavba národnej vďaky mládežníky ze zahraničí.

## Památky
- Národní kulturní památka Kalište, areál vypálené obce, ve které se dochovala kaplička a dva domy, v nichž je zřízeno muzeum.[5][6]
- Pomník padlým v SNP na náměstí obce Baláže.[7]

## Turistika
- Územím obce Baláže vede  žlutá turistická trasa
- Cyklotrasy 033, 2558, 8577 a 8621[8]